# 종묘 제례악

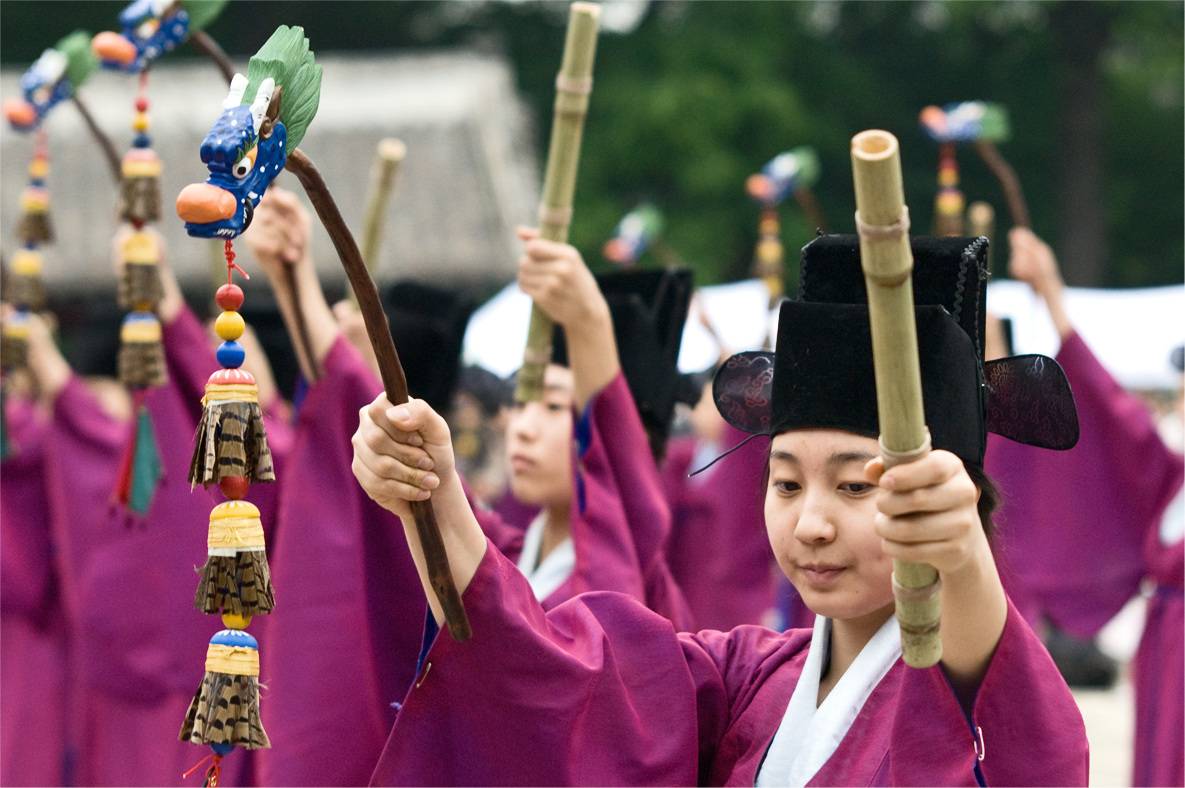
종묘 제례악의 일무

종묘 제례악(宗廟祭禮樂, The Royal Ancestral Ritual in the Jongmyo Shrine and its Music)은 조선왕조 역대 임금 및 왕후의 신위(神位)를 모신 종묘에서 올리는 제사인 종묘제례(宗廟祭禮) 행사 때 사용하는 기악·노래·무용의 총칭이다. 또한, 종묘제례는 조선 시대 제사 중 규모가 가장 크고 중요한 제사였기 때문에 '종묘대제'(宗廟大祭)라고도 한다.
종묘제례 의식에는 각 절차에 맞게 지정된 《보태평(保太平)》과 《정대업(定大業)》이라는 음악을 연주하는 동시에 노래를 부르며 문덕(文德)을 찬양하는 문무(文舞)인 보태평지무(保太平之舞)와 무덕(武德)을 찬양하는 무무(武舞)인 정대업지무(定大業之舞), 곧 일무(佾舞)를 춘다.
종묘제례악은 장엄하고 웅대한 음악이며 500여년 전에 전승되던 고취악(鼓吹樂)과 향악(鄕樂)이 제례악으로 승화된 한민족의 전통적인 음악이다.

## 역사
세종 31년(1449년)에 세종이 국초에 여러 곡을 지었는데, 그는 조종(祖宗)의 공덕이 성대함과 초창(草創)의 어려움을 나타내기엔 부족하다 하여 손수〈용비어천가 龍飛御天歌〉를 지었고 한문용비어천가 일부를 사용하여 '여민락'을 그리고 국문 용비어천가 전장(125장)을 사용하여 '치화평 상(1), 중(2), 하(3)'와 '취풍형'을 지었다. 《용비어천가(龍飛御天歌)》는 태조 6대조의 공덕을 칭송하는 내용이며 《정대업》과 《보태평》은 태조 이전의 4대조에 태조, 태종의 공을 칭송하고 있는 내용이다.
또한 고취악(鼓吹樂)과 향악(鄕樂)을 토대로 보태평· 정대업· 발상(發祥)· 창수곡(創守曲)· 경근곡(敬勤曲)· 봉래의(鳳來儀 - 여민락과 치화평, 취풍형 음악에 궁중무용을 결합시킨 기악·성악·무용이 어우러진 거대편성) 등 새 음악을 창제하였다. 임진왜란·병자호란 등을 거치면서 일부 음악이 분실되었다. 그중 여민락·보태평·정대업은 본래 모두 회례연(會禮宴)의 악무(樂舞)로 쓰였으나 여민락은 임금의 거둥(임금의 나들이) 음악으로 채택되었고, 보태평·정대업은 세조 때 종묘제례악으로 채택되어 오늘에 이른다.
문을 기리는 보태평은 11곡(曲·聲)이며 무를 기리는 정대업은 11곡인데, 여기에 조종의 공덕을 기리는 악장을 얹어 부르게 하고 아악기(雅樂器) 당악기(唐樂器) 향악기(鄕樂器)를 섞어 편성하여 연주하고 문무와 무무를 일무(佾舞)로 추도록 하여 연향(宴享)에서 공연하였다.
1463년 세조 9년에 보태평과 정대업을 개편하여 세조 10년에 처음으로 종묘제향에서 연주되었다. 이 제례악은 선조 때 임진왜란으로 음악이 약화되었으나 광해군 때 점차 복구되었으며, 1626년 인조 4년에 보태평 중 《정명장》(定明章) 다음에 《중광장》(重光章)을 삽입하였으며, 1946년까지 제향에서 연주하였고, 그 후 중단되었다.
1971년부터 다시 시작되어 해마다 매년 2회 즉, 양력 5월 첫째 일요일 및 11월 첫째 토요일에 종묘제례와
《종묘 제례악》을 공연한다.
종묘제례악은 조선말기까지 《장악원》 (掌樂院) 악사(樂士)들에 의하여 전승되었고,
일제 때에는 《구황궁아악부》(舊皇宮雅樂部) 악사에 의하여 전승되었으며,
광복 후에는 《국립국악원》 악사들에 의하여 전승되고 있다.
보유자는 김종희 외 여러 명이다.

## 구성
일반적으로 악,가,무 로 구성되는데 악은 음악연주, 가는 노랫가락, 무는 춤을 의미한다.

### 악기

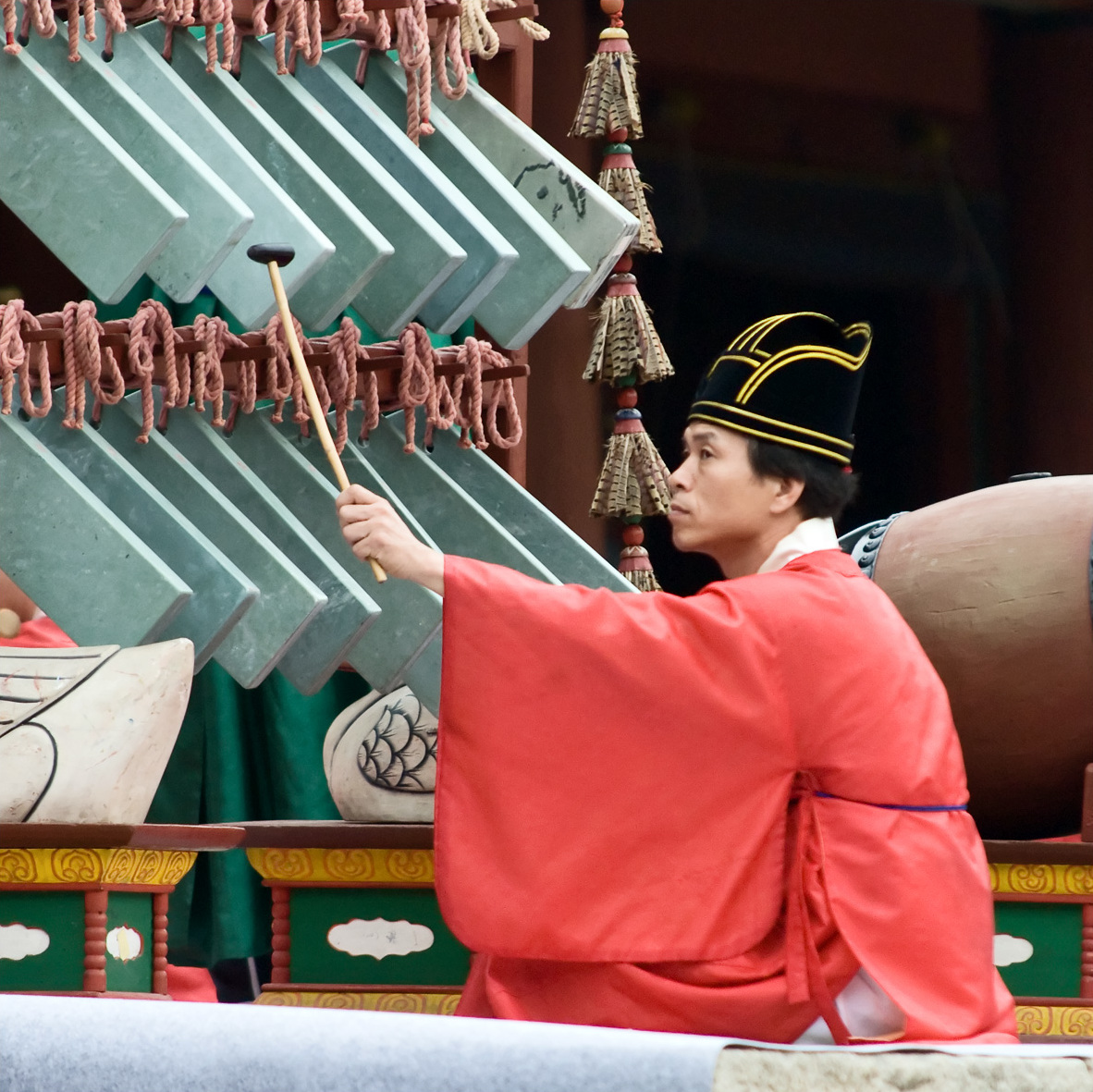
편경

악기는 다음과 같은 것으로 편성된다.
- 박(拍)
- 편종(編鐘)
- 편경(編磬)
- 방향(方響)
- 피리
- 대금(大琴)
- 축(柷)
- 어(敔)
- 해금(奚琴)
- 진고(晋鼓)
- 마조촉(摩照燭)
- 절고(節鼓)
- 아쟁(牙箏)
- 태평소(太平簫)

## 같이 보기
- 종묘 제례
- 문묘 제례악

## 참고 자료
본 문서에는 서울특별시에서 지식공유 프로젝트를 통해 퍼블릭 도메인으로 공개한 저작물을 기초로 작성된 내용이 포함되어 있습니다.